# Emiliano Di Cavalcanti
Emiliano Di Cavalcanti   (Rio de Janeiro, 6 de setembre de 1897 - Rio de Janeiro, 26 d'octubre de 1976) conegut com a Di Cavalcanti, va ser un pintor brasiler que va intentar produir una forma d'art brasiler lliure de qualsevol influència europea notable. La seva dona va ser la pintora Noêmia Mourão, que seria una inspiració en les seves obres a finals dels anys trenta.

## Primers anys (1897-1922)
Nascut a Rio de Janeiro el 1897, Di Cavalcanti es va veure influenciat pels intel·lectuals que va conèixer a casa del seu oncle matern, una figura del moviment abolicionista. Això donaria les bases per a una carrera artística de tota una vida, impulsada políticament, que començaria amb l'elaboració d'un dibuix publicat per la revista Fon-Fon. Es va traslladar a São Paulo el 1916, on va matricular-se en la Facultat de Dret. Però, un any després va deixar la carrera. Va continuar vivint a São Paulo, on va fer la seva primera exposició individual, on només inclouria caricatures amb influències simbolistes molt marcades.

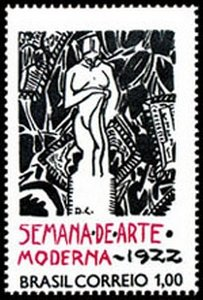
El cartell de la Setmana d'Art Modern de 1922, obra del pintor

El 1918, Di Cavalcanti passaria a formar part d'un grup d'intel·lectuals i artistes de São Paulo que inclouria artistes com Oswald de Andrade, Mário de Andrade, Guilherme de Almeida, etc. Aquest grup donaria vida a la Setmana d'Art Modern de l'any 1922. Aquest moviment, auspiciat pel Grupo dos Cinco, volia reviure l'entorn artístic de São Paulo de l'època i tenia com a principal interès alliberar l'art nacional de les influències europees regnants, forjant el nou modernisme brasiler. No obstant això, les obres de Di Cavalcanti exposades a la Setmana van revelar diferents influències simbolistes, expressionistes i impressionistes. Això es pot veure, doncs, com una continuació de les influències estilístiques europees i això no canviaria fins que Di Cavalcanti tornés de París el 1925 per viure de nou a Rio de Janeiro.

## Anys a l'estranger (1923-1925)
Di Cavalcanti va viure a París i Montparnasse des de 1923 fins a 1925. Durant aquest temps va treballar com a corresponsal del diari Correio da Manhã i va assistir a classes a l'Acadèmia Ranson de París, fet que el va portar a conèixer modernistes europeus com Pablo Picasso, Henri Matisse, Georges Braque i Fernand Léger. Durant aquest temps, els seus sentiments per crear un veritable art brasiler van germinar i serien el motor de la seva obra posterior.

## Retorn a Rio de Janeiro (1926-1936)

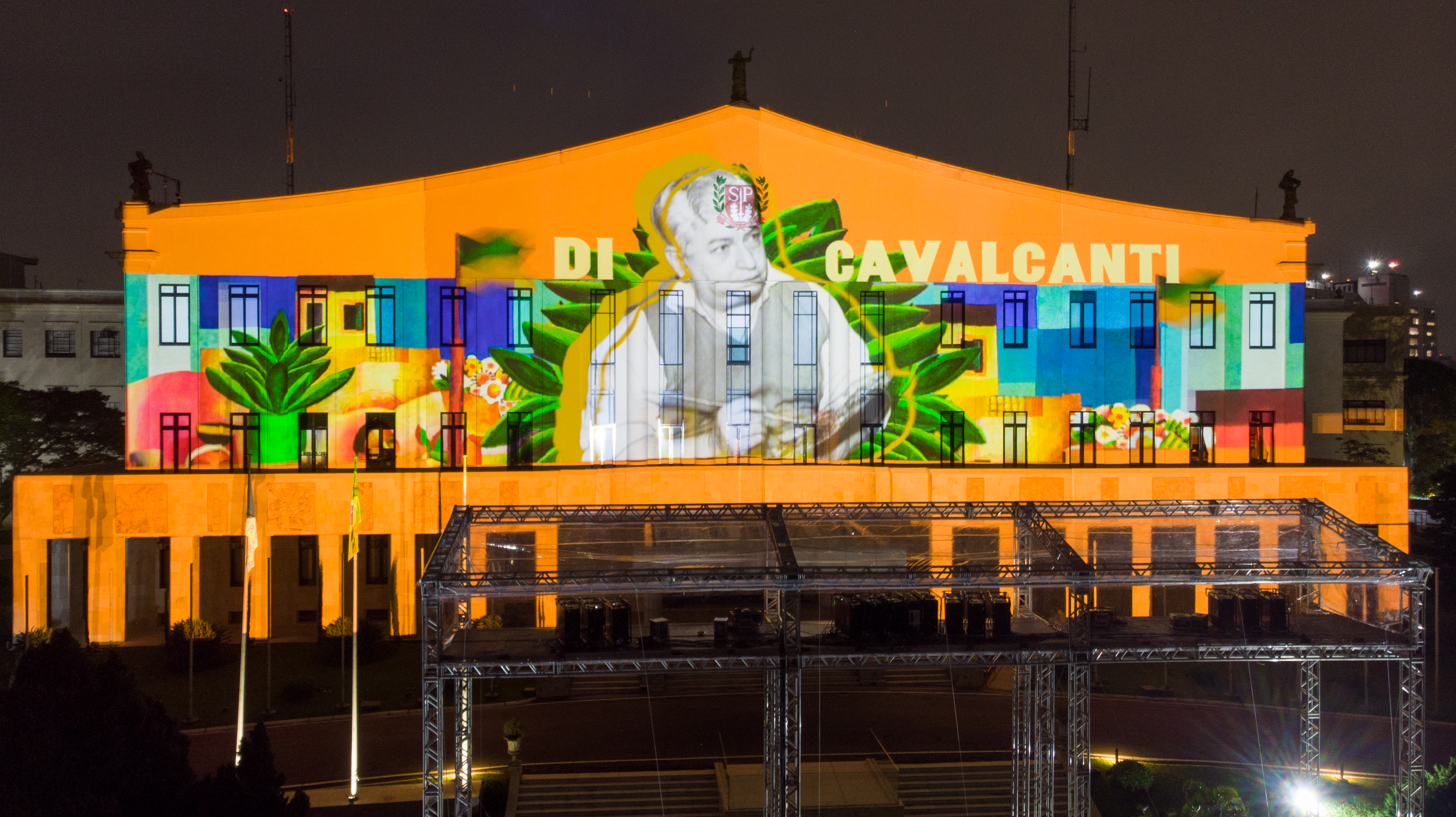
Vídeo mapping amb la imatge de Di Cavalcanti, durant la commemoració del centenari de la Setmana d'Art Modern.

Després de tornar d'Europa i haver experimentat el moviment modernista a Europa, Di Cavalcanti començaria a treballar en un art més brasiler, que ell i el grup que donava suport a la Setmana d'Art ja propugnaven el 1922. Durant aquest temps es va unir al Partit Comunista Brasiler a causa dels elevats sentiments nacionalistes que va experimentar durant tres anys en l'estranger. Di Cavalcanti encarna la problemàtica tendència dels modernistes brasilers a ser arrossegats en dues direccions diferents: temàtica específicament brasilera (en la seva majoria dones afrodescendents), però amb influències artístiques dels modernistes europeus, sobretot de Pablo Picasso.
El 1929, Di Cavalcanti va començar a treballar també en el disseny d'interiors, com es veu en els dos panells produïts pel Teatre João Caetano de Rio de Janeiro. El 1930 va participar en una exposició d'art brasiler en l'International Art Center del Museu Roerich de la ciutat de Nova York. En aquest moment va tornar a estar involucrat amb la correspondència i les revistes, ja que era el principal escriptor de la revista recentment establerta.
El 1932, es va crear un altre grup per Lasar Segall, Anita Malfatti i Vitor Becheret: la Sociedade Pró-Arte Moderna també coneguda com a SPAM. L'objectiu d'aquest grup era portar el modernisme a l'art brasiler i seguir els passos de la Setmana d'Art i fomentar un renaixement de les seves idees. El 28 d'abril de 1933, aquest grup va celebrar l'Exposició d'Art Moderna, la primera exposició a obres produïdes per Picasso, Léger i Braque, tots coneguts pel poble brasiler, però les obres del qual no s'havien vist en directe abans d'aquesta exposició. Les peces d'exposició dels mestres europeus van ser prestades de col·leccions privades locals brasileres. Aquesta exposició va ser tan reeixida que durant la segona exhibició a la tardor molts artistes brasilers locals, incloent Di Cavalcanti i Candido Portinari, van participar en l'exposició.
En els primers anys de l'era Vargas, Di Cavalcanti seria empresonat dues vegades per les seves creences i vincles comunistes que va tenir en anys anteriors. Va conèixer la seva futura esposa, la pintora Noêmia Mourão (anteriorment va estar casat amb la seva cosina Maria el 1921) després del seu primer empresonament el 1932 per secundar a la Revolució Paulista. Es van casar a l'any següent i es va convertir en el seu company de viatge durant els anys següents fins que tots dos van ser empresonats el 1936.

## Europa de nou (1937-1940)
El 1937, el matrimoni viatjaria a París per romandre-hi fins a l'esclat de la Segona Guerra Mundial a principis de 1940. Durant aquesta estada de tres anys a França se li va concedir una medalla d'or a l'Exposició Tècnica d'Art de París pels seus murals en la Companyia Cafetera Francesa Brasilera. Després d'això Di Cavalcanti produiria al voltant de 40 obres, només per deixar-les enrere quan ell i la seva esposa van fugir del país la vigília de la invasió nazi alemanya. Van tornar a São Paulo el 1940.

## Tornada al Brasil (1941-1976)

1965

Després del seu retorn a Brasil, els seus sentiments nacionalistes es van tornar encara més forts, com es veu en les seves representacions d'afrobrasileres, Carnaval, negres, carrerons deserts i paisatges tropicals, subjectes a ser trobats en la vida quotidiana i en els escenaris socials brasilers i no en els escenaris europeus. Va fer-se famosa la seva conferència de 1948 al Museu d'Art de São Paulo, sobre modernisme, expressant nacionalisme i oposant-hi abstracció. El 1951, la primera de les Biennals celebrades en el Museu d'Art Modern de São Paulo va presentar les obres de Di Cavalcanti, juntament amb altres artistes del continent sud-americà que buscaven un veritable art nacional. Els muralistes mexicans Diego Rivera i David Siquieros van ser convidats personalment per Di Cavalcanti. L'exuberància i expressió del veritable art sud-americà va ser un incentiu molt fort perquè el fundador, Francisco Matarazzo Sobrinho (també conegut com a Ciccilo), tornés a celebrar aquesta exposició el 1953. Les obres abandonades després de fugir d'Europa el 1940 es van recuperar el 1966 en el soterrani de l'Ambaixada del Brasil a París.
L'amistat amb Francisco Matarazzo Sobrinho va tenir un efecte directe amb la donació de 559 dibuixos del propi Di Cavalcanti al Museu d'Art Contemporani de São Paulo, fundat per Ciccilo. El MAC actualment té 564 dibuixos de Di Cavalcanti, dels quals només 5 van ser adquirits a través de compres.
Di Cavalcanti, antic membre del Partit Comunista Brasiler i ateu, es va convertir al catolicisme romà.

## Estil i temes
Di Cavalcanti estava òbviament obsessionat amb el cos femení, ja que moltes representacions es troben dins dels treballs que va produir. Les escenes de carrer representades per Cavalcanti són alegres, caracteritzades per una paleta de colors brillants i les representacions de la vida quotidiana de forma normal, no romantitzada. N'és un exemple el quadre Samba. No evoquen una forta subcorrent política, igual que les obres dels muralistes mexicans de les zones urbanes i urbanes com Diego Rivera i David Siqueiros. Les obres produïdes per aquests artistes van ser part del moviment revolucionari en oposició al nou govern revolucionari que va arribar al poder en Mèxic. Di Cavalcanti, d'altra banda, es va abstenir de representacions polítiques clares, encara que ell mateix estava en la cerca de perfeccionar un art brasiler pur que tenia una clara ruptura amb les influències europees.
Amb la creació de la Semana de Arte el 1922 i de les Bienals el 1951 i 1953, va intentar impulsar un veritable art brasiler que es veiés separat de les influències estilístiques europees. Aquest va ser un somni i una filosofia que es pot veure com un ideal per a Di Cavalcanti que maig va trobar, ja que es poden veure influències estilístiques del Renaixement italià, el muralisme i els modernistes europeus.

Alguns murals a São Paulo
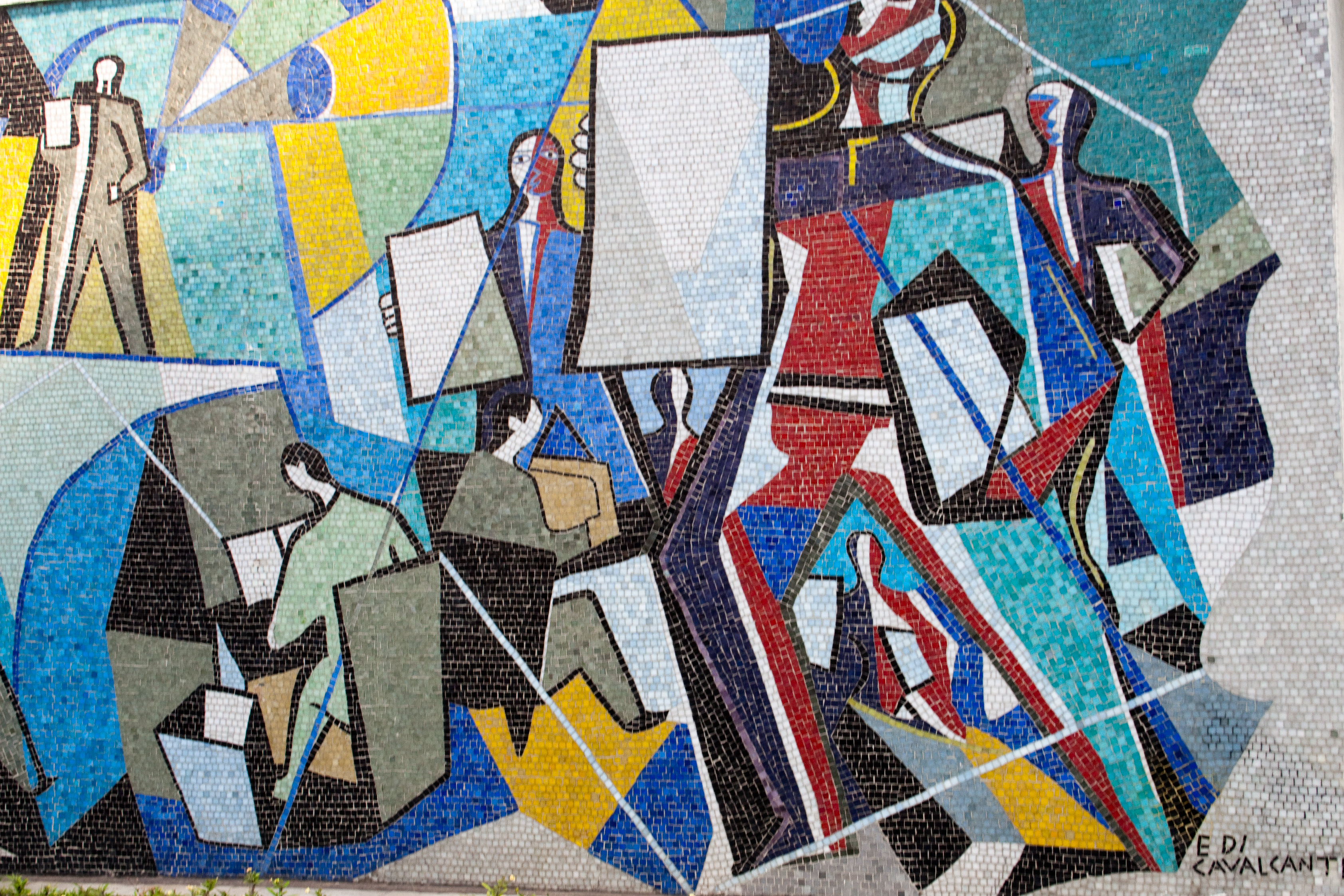
Hotel Jaraguá de São Paulo.
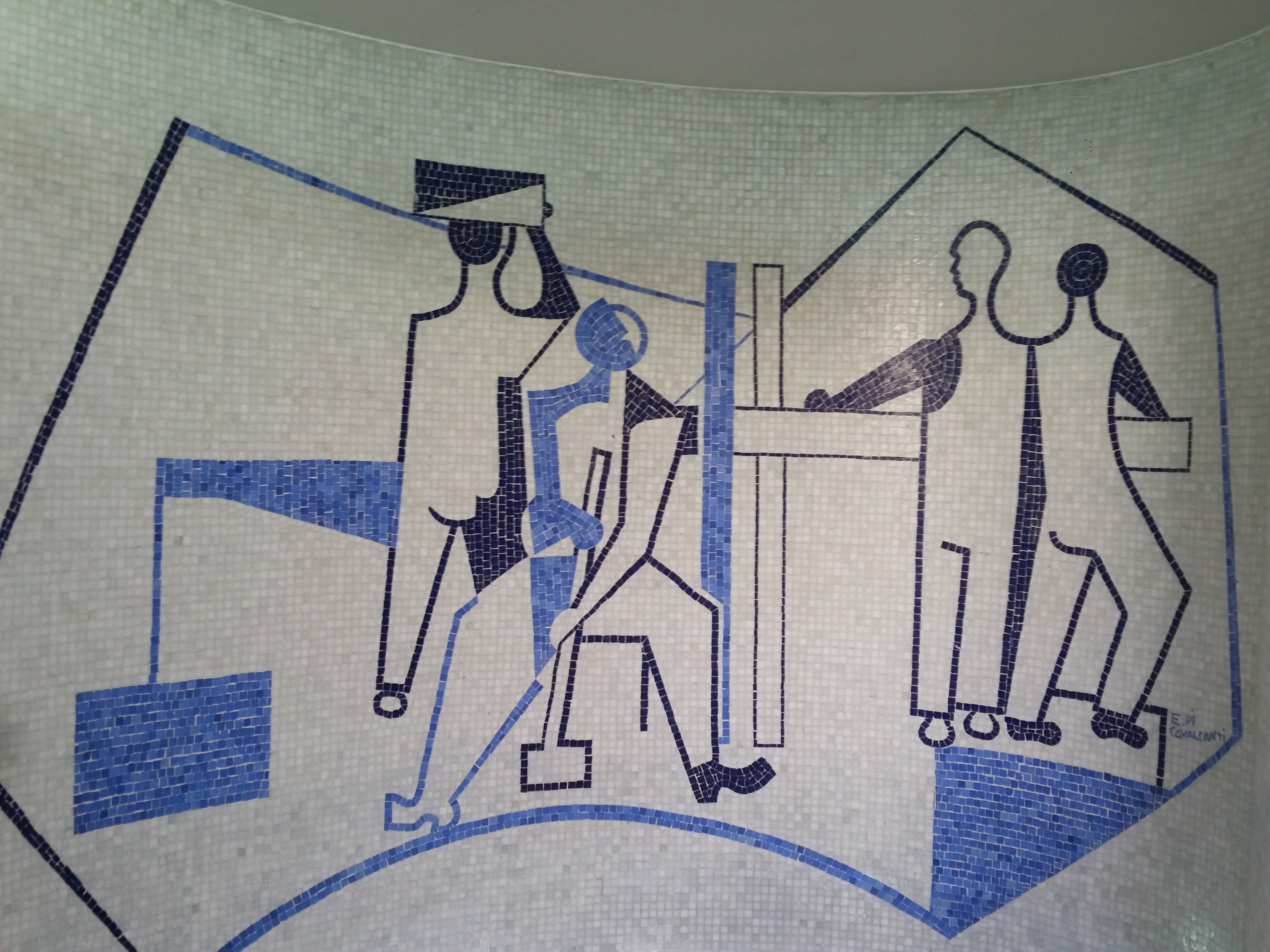
Edifici Triângulo de São Paulo.
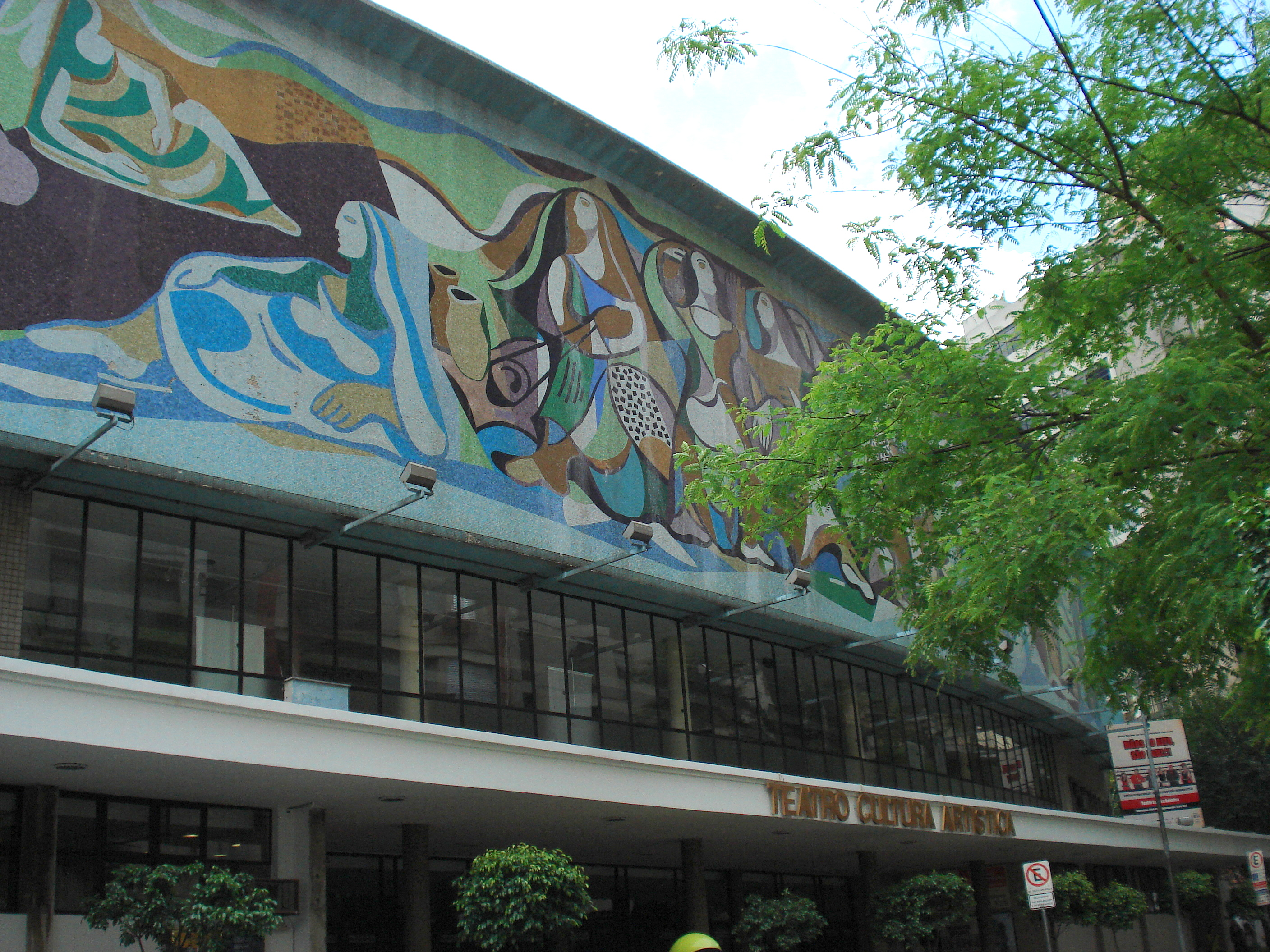
Teatre Cultura Artística